# Narragansett
Els narragansett són una tribu índia algonquina, el nom de la qual vol dir "Gent del petit cap", i es divideixen en vuit grups tribals: narraganssett, shawomet, pawtuxet, coweset, niantick i sakonet.

## Localització
Vivien a la costa occidental de la badia de Narragansett (Rhode Island). Actualment, la major part dels supervivents es concentren a Charlestown (Rhode Island).

## Demografia
El 1600 eren uns 6.000 individus. El 1880 uns 324 vivien a Charlestown, i cap al 1900 eren potser uns 500 molt mestissats. Es calcula que el 1990 hi havia en el rol tribal uns 2.000 individus. Segons dades de la BIA del 1995, la tribu Narragansett de Rhode Island tenia com a residents i en rol tribal 2.439 individus.
Segons dades del cens dels EUA del 2000, hi havia 2.137 narragansetts purs, 184 barrejats amb altres tribus, 1.827 barrejats amb altres races i 194 barrejats amb altres tribus i altres races. En total, 4.342 individus.

## Costums
Eren caçadors dels boscos, com la resta dels pobles algonquins de la costa, però endemés conreaven blat, pèsols i carabasses.
Llurs habitacions eren cabanes d'escorça. Els home vestien pantalons de pell, polaines i mocassins còmodes, i les dones faldilles de pell i mantells o túniques. Anomenaven als blancs Waumpeshau.
Cada tribu tenia un capitost, el qual obeïa a un cabdill suprem. Creien en Cautantowwit, déu que els havia concedit la llavor del moresc. Chepi era el segon déu en importància, i un dels principals herois llegendaris era el gegant Wetucks o Maushop. També creien en els manito (poders per visions).

## Història
Ja s'havien establit al territori pels voltants del 10.000 aC, i del 1700 aC daten els jaciments de Terminal Bay. Segons les llegendes, Tashtasick fou el primer sachem llegendari de la tribu. Emigraren de Rhode Island a Connecticut Sud, i durant un temps foren el grup més poderós de Nova Anglaterra. Foren visitats per Giovanni da Verrazzano el 1524, i el 1620 pels pelegrins a Pawtuxet. Durant un temps foren amics dels anglesos (als qui anomenaven ciauquaquock "gent del ganivet") mercè els oficis de Roger Williams, fundador de la colònia de Rhode Island, i que aconseguí el 1636 fer un pacte amb els sachems Canonicus (mort el 1647) i Miantonomi (mort el 1643) per tal que no donessin suport als pequot el 1640. Endemés, el 1643 escriuria A key into the language of America, on descriu la parla dels narragansett. Endemés, el 1670 el nou cap narraganssett, Passacus, adoptà el nom de Canonicus.
El 1621 Canonicus s'alià amb el wampanoag Massassoit, però del 1621 al 1643 lluitaria contra els wampanoag i pequot, atiats pels colons, amb qui signaren el Tractat de Hartford del 1638. Atacà Sowame, la vila de Massasssoit, i comerciaren amb els neerlandesos. Quan esclatà la guerra Pequot, ajudaren als colons amb el mohegan Uncas. Pel tractat de Shawomet del 1642, Samuel Gorton de Massachusetts els comprà terres dels cabdills Pomham dels Shawomet i Socononoco de Pawtuxet, independents de Canonicus. El 1642 el cap Miantonami viatjà al país dels montauk per tal de fer una aliança contra els blancs, però el 1643 morí lluitant contra Uncas i els mohegans. Per això, el 1644 els nous caps Passacus i Mixanno se sotmeteren als anglesos i els van vendre més terres, cosa que es repetí sota amenaça el 1650 i el 1660. El 1662 el fill de Mixanno, Scuttop, fou obligat a cedir més terres, i el 1664 a declarar-se subjecte de les colònies, així com a vassall de Rhode Island el 1665. El 1675 esclataria la Guerra del Rei Felip quan aparegué mort l'indi massachussets cristianitzat John Sassamon, qui havia acussat Metacomet de preparar una guerra contra els blancs.
Aleshores tenien uns 2.000 guerrers, i els caps narragansett Ninigreet dels Niantick, Passacus, Canonchet (fill de Miantonomi), Pomham i Quiapen signarien el juliol el Tractat de Boston, pel qual es mantenien neutrals. Però més tard, a causa de les humiliacions patides durant la firma del tractat, els caps Canonchet, cap suprem i lloctinent de Metacomet (Felip) i Nannuttenoo s'uniren als wampanoag en la guerra, i arrossegaren a tots els altres llevat la fracció comandada per Ninigreet, que es va mantenir al marge. Abans de la guerra disposaven de 5.000 guerrers, però foren reduïts a un miler. D'antuvi s'imposaren als anglesos, però el 1675 foren vençuts a Kingston (Rhode Island), on moriren o foren capturats un miler de Narragansetts. El 19 de desembre del 1675 destruïren el santuari narragansett i Canonchet cremà 103 cases de colons, però fou fet presoner i executat pels anglesos, com també ho foren els seus successors Quanopan i Quiapan. Foren reduïts de 5-7.000 individus a 200. Molts altres s'ajuntarien als mahican o als abnaki, o marxaren al Canadà.
Després de la guerra signaren el Tractat de Pettaquamscut (1675), i alguns dels que havien fugit al Canadà se’ls permeté tornar.
Ninigret va morir de vell a finals del 1676. Uns 500 niantick es mantingueren i el 1679 coronaren reina la seva filla Weunquesh o Chemunganock, que fou considerada com a tal fins a la seva mort el 1686. Els seus successors foren Ninigret II (1686-1723), qui mantingué el reialme com una reserva, i el 1708 negocià amb els blancs de cedir tota Rhode Island llevat 64 milles quadrades de reserva (venuda a l'estat de Rhode Island el 1880), tot i que l'Estat de Rhode Island en mantindria el control legal. Charles Augustus Ninigret (1723-1735) es va fer episcopalià, i fins i tot establí a la reserva plantacions amb esclaus negres. El seu germà George Ninigret (1735-1746) aconseguí que tota la tribu es cristianitzés, però tingué enfrontaments amb una facció religiosa dirigida per Samuel Niles. Thomas Ninigret (1746-1769) hagué de vendre les terres per pagar els seus deutes de joc; el 1768 Tobias i John Shattock anaren a Londres per demanar a la reina la seva destitució, però moriren de verola allí. A Esther Ninigret (1769-1777) la succeí George Sachem (1777-1779), darrer sachem hereditari, ja que des del 1779 establiren un governador per la tribu.
Cap al 1788 la major part marxà cap a Nova York amb altres membres de tribus algonquines neutrals, encapçalades pel mohegan Samson Occom, que s'uniren als oneida i formaren la tribu Stockbridge-Brothertown, reconeguda el 1830-1840, amb els restes dels montauk, pequot i mohegan. El 1810 morí el darrer parlant de narragansett, i el 1812 el cap Benny Onion lluità amb l'exèrcit dels EUA en la Guerra contra la Gran Bretanya.
El 1849 redactaren una nova constitució, mercè la qual constituïren un Consell de 5 membres electes i el control de la fusta per l’Indian Cedar Swamp. Es calculava que el 1859 hi havia 147 a Charlestown, molt mestissats amb negres.
Cap al 1870 Rhode Island decidí destribalitzar-los, malgrat l'oposició dels membres del Consell Tribal Joshua H. Noka i Daniel Sekater. Aleshores eren 324, i el 1879 els aplicaren un acord pel qual els prenien els 922 acres que els restaven a canvi de 5.000 $ (15,435 acres per indi). El 1884 Gideon Ammons, darrer president tribal, presidí la cerimònia al parc Fort Ninigret, al seu antic territori. Segons el cens del 1885, hi havia 199 indis a Rhode Island.
El 1920 s'uniren a l’Algonkin Council of Indian Tribes. Des del 1930 el comissionat de la BIA, John Collier, els encoratjà a acollir-se a l'IRA. D'aquesta manera, el 1934 foren retribalitzats, però només es consideraren membres de la tribu als descendents d'aquells que ho eren el 1885, alhora que escollien un sachem hereditari. I el 1935-1936 editaren la revista Narragansett Dawn, per Princess Red Wing, que facilità el renaixement dels costums indis entre ells.
El 1960 uns 250 membres de la Narragansett Association of Rhode Island es mostraren partidaris de restablir la identitat tribal, però la majoria són molt mestissats. Durant els anys 70 Ella i Eric Thomas Sekatau reconstruïren viles índies arreu de Nova Anglaterra, i el 1973 participaren en la marxa índia a Washington. El 8 de gener del 1973 el tribunal de Rhode Island els retornà 3.200 acres que els prengueren el 1790, com ja el 1978 havien fet amb 1.800 més als passamakoddy. El 1986-1988 el capellà David Mars, descendent de Niles, esdevé cap de la tribu narragansett, fins que fou substituït per Walter Babcock.
Actualment el cap és Matthew Thomas (E nada wushawunun o Seventh Hawk), però el membre més destacat de la tribu és Paulla Dove Jennings.